# Docynia
Docynia — рід фанерогамних рослин із двома видами, що належать до родини розоцвітів. 

## Опис
Це вічнозелені або напіввічнозелені дерева. Їх листя прості, чергові, з прилистками, а квітки злегка черешкові. Доцинія розмножується після запилення комахами. Плід зернятко.

## Таксономія
Доцинія була описана Жозефом Декейном і опублікована в Nouvelles Annales du Museum d'Histoire Naturelle 10: 125, 131 у 1874 році.  Типовий вид : Docynia indica (Wall. ) Decne.

## Види
Нижче наведено список видів роду Docynia, прийнятих до жовтня 2014 року, упорядкованих за алфавітом. Для кожного вказується біномінальна назва, за якою йде автор, скорочена відповідно до умов і використання.
- Docynia delavayi
- Docynia indica